# Liste der Baudenkmäler im Kölner Stadtteil Vogelsang
Die folgende Liste enthält die in der Denkmalliste ausgewiesenen Baudenkmäler auf dem Gebiet des Stadtteils Köln-Vogelsang, Stadtbezirk Köln-Ehrenfeld, Nordrhein-Westfalen.
Hinweis: Die Reihenfolge der Baudenkmäler in dieser Liste orientiert sich an den Straßennamen und ist alternativ nach Hausnummern, Denkmallistennummer oder Bezeichnung sortierbar.
Basis ist die offizielle Kölner Denkmalliste (Stand: 16. August 2012), die Baudenkmäler und Denkmalbereiche auflistet. Dabei kann es sich beispielsweise um Sakralbauten, Wohn- und Fachwerkhäuser, historische Gutshöfe und Adelsbauten, Industrieanlagen, Wegekreuze und andere Kleindenkmäler sowie Grabmale und Grabstätten, die eine besondere Bedeutung für die Geschichte Kölns haben, handeln. Grundlage für die Aufnahme in die offiziellen Denkmallisten ist das Denkmalschutzgesetz Nordrhein Westfalens.

| Bild                                    | Bezeichnung                           | Lage                               | Beschreibung | Bauzeit | Einge- tragen seit | Denk- mal- nr. |
| --------------------------------------- | ------------------------------------- | ---------------------------------- | ------------ | ------- | ------------------ | -------------- |
| Fotos hochladen                         | Wohnhaus                              | Vogelsang Krähenweg 2              |              |         | 14. April 1989     | 4926           |
| Fotos hochladen                         | Wohnhaus                              | Vogelsang Krähenweg 4              |              |         | 14. April 1989     | 4912           |
| Fotos hochladen                         | Wohnhaus                              | Vogelsang Krähenweg 6              |              |         | 14. April 1989     | 4927           |
| Fotos hochladen                         | Wohnhaus                              | Vogelsang Krähenweg 6 a            |              |         | 12. Mai 1989       | 4959           |
| Direkt Bild zu diesem Denkmal hochladen | Kleindenkmal (Wegekreuz)              | Vogelsang Militärringstr. o. Nr.   |              |         | 1. Juli 1980       | 372            |
| Fotos hochladen                         | Allee                                 | Vogelsang Reiherweg o. Nr.         |              |         | 1. Juli 1980       | 380            |
| Fotos hochladen                         | Bunker                                | Vogelsang Rotkehlchenweg 49        |              |         | 15. März 1996      | 7808           |
| Fotos hochladen                         | Kirche St. Konrad                     | Vogelsang Rotkehlchenweg 55        |              |         | 1. Juni 1982       | 1037           |
| Fotos hochladen                         | Pfarrgebäude                          | Vogelsang Rotkehlchenweg 55–57     |              |         | 3. Dezember 1982   | 1216           |
| Fotos hochladen                         | Wohnhaus                              | Vogelsang Storchenweg 13           |              |         | 18. November 1985  | 3328           |
| Fotos hochladen                         | Wohnhaus                              | Vogelsang Venloer Str. 877         |              |         | 9. Februar 1987    | 4034           |
| Fotos hochladen                         | Westfriedhof                          | Vogelsang Venloer Str. 1132        |              |         | 1. Juli 1980       | 392            |
| Fotos hochladen                         | Jüdischer Friedhof                    | Vogelsang Venloer Str. 1152        |              |         | 8. September 1986  | 3725           |
| Fotos hochladen                         | Platzgestaltung/Grünanlage            | Vogelsang Vogelsanger Markt o. Nr. |              |         | 1. Juli 1980       | 396            |
| Fotos hochladen                         | Jugendheim/Schule für Sozialpädagogik | Vogelsang Vogelsanger Str. 450     |              |         | 21. März 1996      | 7827           |
| Fotos hochladen                         | Wohn- und Geschäftshaus               | Vogelsang Vogelsanger Str. 452     |              |         | 28. April 1994     | 7131           |
| Fotos hochladen                         | Schule                                | Vogelsang Vogelsanger Str. 453     |              |         | 1. Juli 1980       | 398            |

- Karte mit allen Koordinaten:
- OSM |
- WikiMap